# روبن کوسگی
روبن کوسگی (انگلیسی: Reuben Kosgei؛ زادهٔ ۲ اوت ۱۹۷۹) دونده دو نیمه‌استقامت و استقامت اهل کنیا است.